# 永生塔

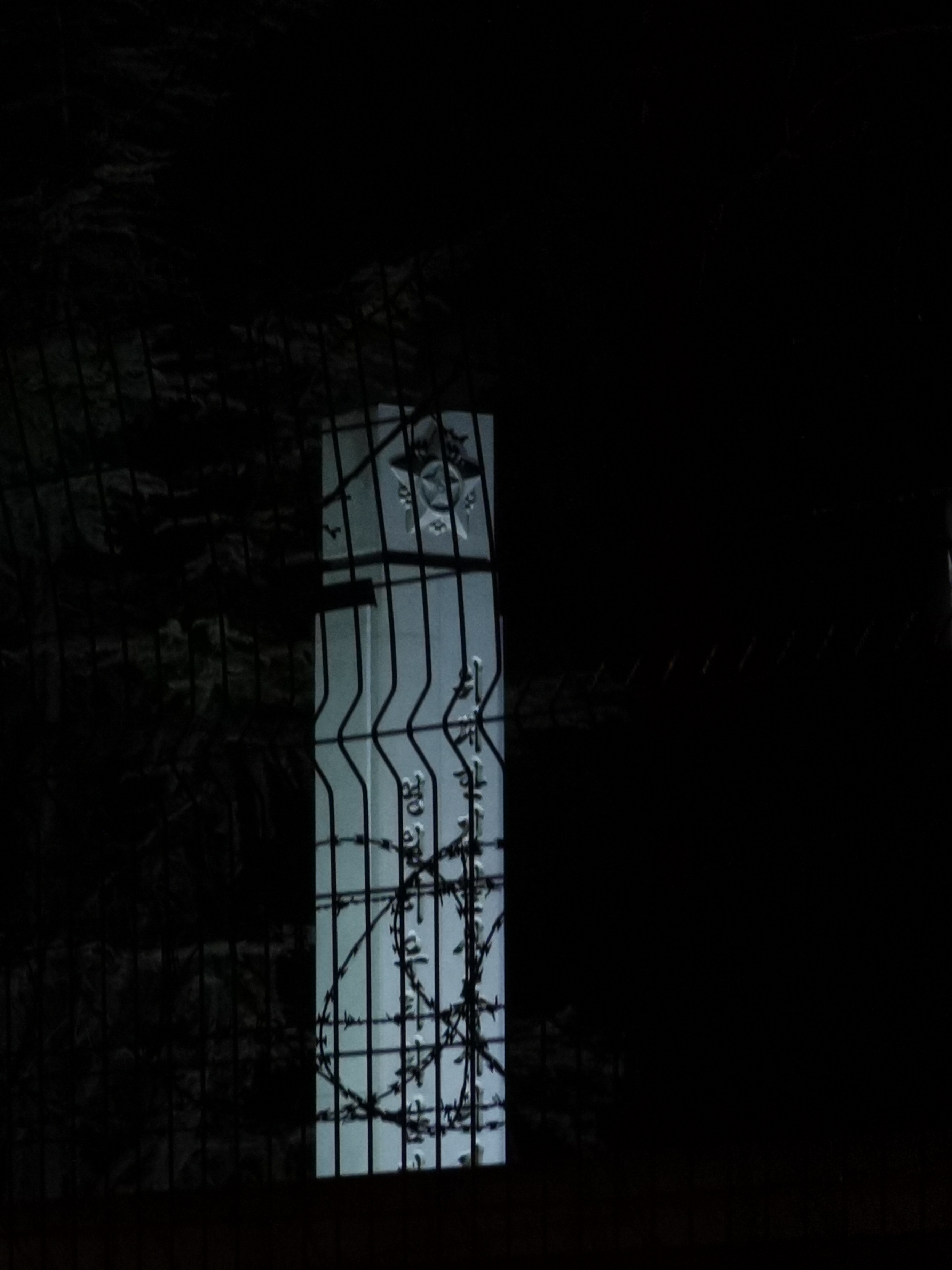
朝鮮駐華大使館內的金日成金正日永生塔

永生塔是朝鲜民主主义人民共和国的一种纪念性建筑，旨在纪念该国开国领袖金日成和繼任領導者金正日。根据朝鲜相关规定，每个里（即村落）都必须有一座永生塔，而中小学校中永生塔也是必不可少的。

## 锦绣山永生塔
在1997年7月建造，以紀念该国領袖金日成逝世3周年。地點在平壤的錦繡山太陽宮附近。
建築面積680多平方米，總高92.5米，由基壇和塔身組成。基壇有兩個拱門，前後兩面有木蘭花瓣裝飾，左右兩面牆上浮雕的花籃意味著祈願金日成永生；塔身高82米，前後兩面刻有『偉大領袖金日成同志永遠和我們在一起』（／）的朝鮮文字樣，左右兩面有82朵金達萊花浮雕。塔頂上的大元帥星附有強光燈泡，夜裡能發出四射的閃光，頌揚金日成戰勝日本及美國的入侵行動。
永生塔的基壇和塔身全是花崗石，塔身上雕刻的字和大元帥星采用的都是銅质材料。